# Paul Franke (Politiker)

Paul Franke, vor 1935

Paul Franke (* 27. April 1892 in Breslau; † 22. Mai 1961 in Northeim) war ein deutscher Politiker (NSDAP).

## Leben und Wirken
Nach dem Schulbesuch und seiner Ausbildung zum Mechaniker nahm Paul Franke von 1914 bis 1918 am Ersten Weltkrieg teil. Zum 2. November 1927 trat er der NSDAP bei (Mitgliedsnummer 69.784). Von 1929 bis 1933 saß er in der Stadtverordnetenversammlung von Liegnitz und zugleich im Provinziallandtag. Für die Reichspropagandaleitung der NSDAP übernahm er Aufgaben als Stoßtruppredner. Nach 1933 amtierte er außerdem als Bürgermeister von Haynau.
Von 1928 bis zur Auflösung dieser Körperschaft im Herbst 1933 war Franke Mitglied des Preußischen Landtages. Anschließend gehörte er von November 1933 bis zum Ende der NS-Herrschaft im Frühjahr 1945 dem nationalsozialistischen Reichstag als Abgeordneter für den Wahlkreis 8 (Liegnitz) an.
Nach dem Zweiten Weltkrieg kam Franke als Heimatvertriebener nach Northeim. Er engagierte sich in der Vertriebenenpartei GB/BHE, für die er bei der Bundestagswahl 1953 erfolglos im Bundestagswahlkreis Northeim – Einbeck – Duderstadt und auf der niedersächsischen Landesliste kandidierte.